# Bulbophyllum ankaizinense
Bulbophyllum ankaizinense är en orkidéart som först beskrevs av Henri Lucien Jumelle och Joseph Marie Henry Alfred Perrier de la Bâthie, och fick sitt nu gällande namn av Rudolf Schlechter. Bulbophyllum ankaizinense ingår i släktet Bulbophyllum och familjen orkidéer. Inga underarter finns listade i Catalogue of Life.